# Faisceau rubro-spinal
Le faisceau rubro-spinal est un faisceau de substance blanche partant du noyau rouge (situé dans le mésencéphale) et transporté par la moelle épinière. Il est inclus dans le système moteur latéral de la moelle épinière. Il est important pour la motricité des bras. Il agit avec le faisceau cortico-spinal.